# Viridictyna nelsonensis
Viridictyna nelsonensis là một loài nhện trong họ Dictynidae.
Loài này thuộc chi Viridictyna. Viridictyna nelsonensis được Raymond Robert Forster miêu tả năm 1970.